# Дзукеро
Аделмо Форначари (на италиански: Adelmo Fornaciari) по-известен със сценичния си псевдоним Дзукеро (Zucchero), е италиански поп певец. Неговата музика е повлияна най-вече от стиловете блус, госпел, соул, и рок.

## Биография
Той е роден на 25 септември 1955 г. в малкото италианско градче Ронкочези, близо до Реджо нел'Емилия в областта Емилия-Романя. Прякорът „Дзукеро“ (захар) му е даден още като дете от негов учител в началното училище, който казвал, че е „сладък като захар“ и го наричал „marmellata e zucchero“ („мармалад и захар“).
Песни като „Senza una Donna (Without a Woman)“, „Il Volo“, „Baila (Sexy Thing)“, „Occhi“ са малка част от хитовете на Дзукеро, които му носят световна популярност и много милиони продажби. В кариерата си той работи и записва дуети с музикални звезди като Лучано Павароти, Ерик Клептън, Майлс Дейвис, Б.Б. Кинг, Брайън Адамс, Брайън Мей и други. Дзукеро е и единственият европейски музикант, участвал на световноизвестния фестивал Удсток (1994 г.). През есента на 2006 г. излиза последният студиен албум на Дзукеро „Fly“, а през ноември 2007 г. – последният му албум „All The Best“, включващ най-големите хитове на певеца, както и няколко нови песни.

## Концерти в България
Първият голям концерт на Дзукеро в България е през декември 2002 г. в Зала 1 на НДК. Тогава София е последна дестинация от турне, представящо албума Shake.
Шест години по-късно, през 2008 г., италианският изпълнител включва България като специална спирка от турнето си All the Best Tour 2008.
През ноември 2016 г. Дзукеро изнася 3-часов концерт в София. Градът е последна спирка от турнето, представящо албума му Black Cat.
През лятото на 2018 г. Дзукеро пристига в България, за да изнесе концерт в Пловдив. Италианският поп певец пее пред повече от 2000 зрители на сцената на Античния театър.